# Surtees TS15
De Surtees TS15 was een Formule 2-raceauto die werd ontwikkeld door de Surtees Racing Organisation van motor- en autocoureur John Surtees. Hij werd ingezet van 1973 tot 1978, hoewel de opvolger Surtees TS15A al eind 1973 verscheen. 

## Voorgeschiedenis
Toen coureur John Surtees in 1966 zijn eigen team oprichtte, reed hij in de Can-Am-series met een Lola, waarmee hij ook prompt won. In 1968 nam hij een Formule 5000-project van constructeur Len Terry over, dat door de Amerikaanse klanten was afgewezen. Hieruit ontstond de eerste door Surtees zelf uitgebrachte auto, de Surtees TS5. Surtees, die zelf nog in de Formule 1 actief was, ontwikkelde al snel de Surtees TS7 voor de Formule 1, gevolgd door de Surtees TS8 voor de Formule 5000 en de Surtees TS9(B) voor de F1. De Formule 5000 was in de Verenigde Staten (als "Formula A") vrij populair, maar Surtees zag weinig toekomst in Europa. Hoewel hij in 1972 nog de F5000-Surtees TS11 bouwde, besloot hij zich meer te gaan richten op de Formule 2. De eerste F2-auto was de Surtees TS10, waarmee Mike Hailwood in hetzelfde jaar Europees kampioen werd. Surtees was van plan daarvan in 1972 al tien exemplaren aan klantenteams te verkopen, waarna er in 1973 nog dertig zouden volgen. Dat lukte echter niet: er werden slechts zeven chassis gebouwd, waarvan twee ter vervanging van gecrashte auto's. Mogelijk was dat de reden om de TS10 door te ontwikkelen tot de nieuwe Surtees TS15.

## Surtees TS15

### 1973
De auto leek in veel opzichten sterk op de Surtees TS10, maar kreeg een nog smaller monocoque chassis, waarbij de neusvleugel over de volle breedte liep. De motor was aan het kopschot geschroefd, maar had wel een buizen-hulpframe. Dit hulpframe was ten opzichte van de TS10 verstevigd. De radiateur lag vrijwel horizontaal in de neus van de auto. De double wishbone onafhankelijke wielophanging was tamelijk orthodox, met schroefveren die rondom de schokdempers zaten. In plaats van de door Brian Hart getunede Ford Cosworth DBA 1850cc-viercilinderlijnmotor met dubbele bovenliggende nokkenassen werd de net gehomologeerde 2liter-aluminium motor van Hart gemonteerd. De Hewland F.G. 400-vijfversnellingsbak kwam rechtstreeks uit de Formule 1 en werd ook in de Surtees TS9 en de TS10 gebruikt. De hoofdsponsor van het fabrieksteam bleef modelautofabrikant Matchbox, waardoor de kleurstelling gelijk bleef en de TS15 nog meer leek op de TS10. Teamcoureur bleef Mike Hailwood, die ook in het Formule 1-team van Surtees reed. 

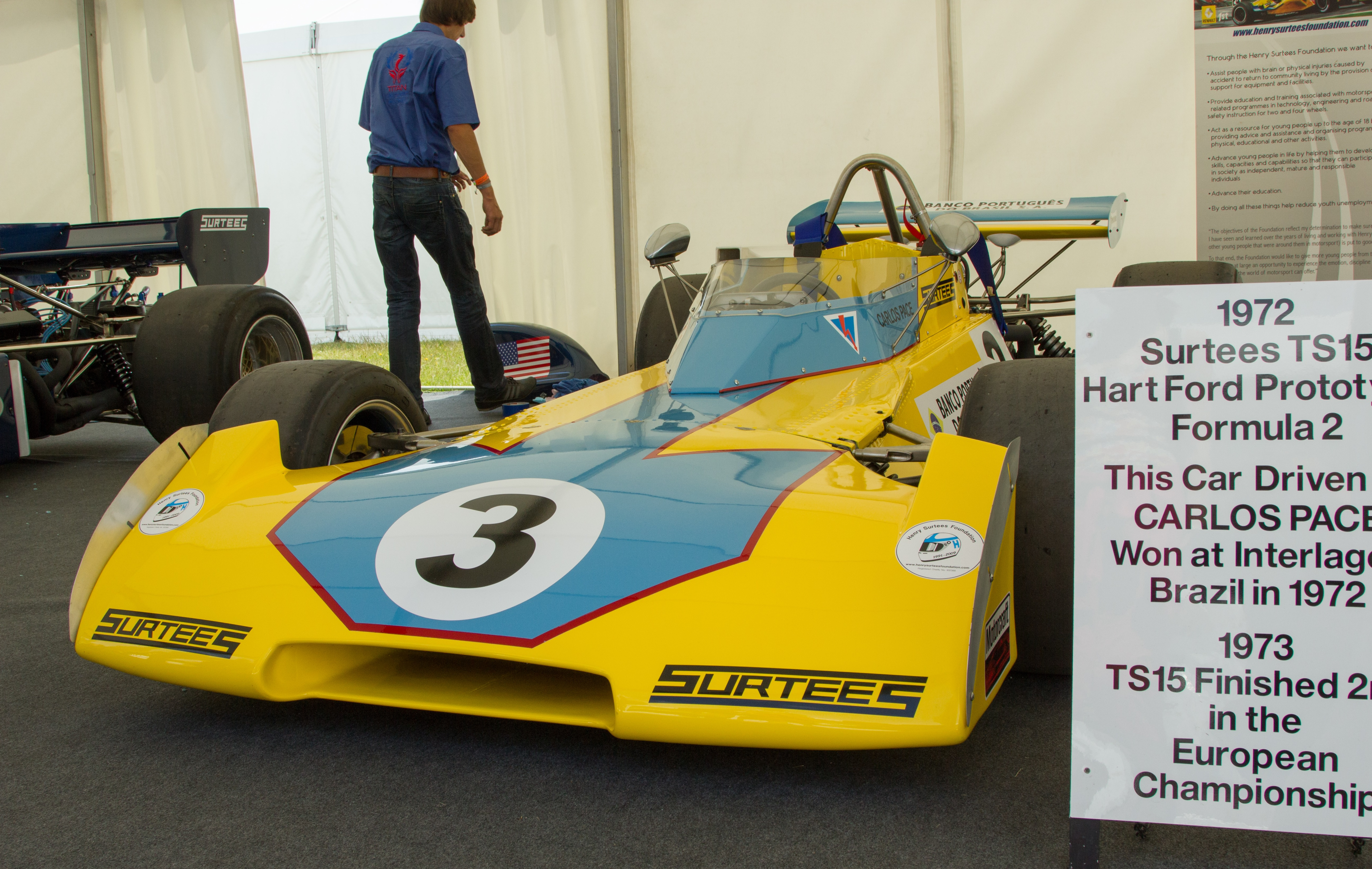
De Surtees TS15 waarmee Carlos Pace eind 1972 won op Interlagos.

Hoewel bedoeld voor het seizoen 1973, werd het eerste prototype al in oktober 1972 naar Brazilië gestuurd, waar Carlos Pace het zou gebruiken in de "Torneio de Brazil" op Interlagos. In de eerste race viel hij na twee ronden uit, terwijl hij aan de leiding lag. Hij kwalificeerde zich voor de tweede race met de gietijzeren 1850cc-motor als derde, maar startte weer met de aluminium motor van Hart. Hij won deze race na een kort gevecht met zijn landgenoot Emerson Fittipaldi (Lotus). Het prototype werd hierna verkocht aan de Canadees Dave McConnell, die het in de winter gebruikte voor de Tasman Series in Australië en daarna was hij voornemens om deel te nemen aan het Formule 2-seizoen, maar al na de eerste race op de Nürburgring kondigde hij zijn afscheid van de sport aan. 
De tweede auto werd gebouwd voor Jochen Mass, die er de eerste twee races (Mallory Park en Hockenheim) van het Formule 2-seizoen mee reed, met sponsoring van FINA. Op Thruxton werd de auto gereden door Carlos Pace en op de Kinnekulle Ring, Mantorp Park en Karlskoga (Zweden) door Torsten Palm. Daarna ontstaat er wat onzekerheid over de auto. In een race in Enna verscheen Carlos Pace met een volledig gestroomlijnde auto, waarbij de stroomlijn achter het hoofd van de rijder over het motorblok doorliep. Er werd ook gemeld dat dit een Formule 5000-prototype zou zijn, wat opmerkelijk was omdat John Surtees juist geen energie in de F5000 wilde steken. Hoe het ook zij, de auto werd door de wedstrijdleiding afgekeurd en kon niet deelnemen aan de race. Mogelijk is dit een van de auto's die later naar Japan werd gestuurd, mogelijk ook de auto die verloren ging bij een brand tijdens het transport. 
De derde auto was bestemd voor Mike Hailwood, die er nauwelijks in reed omdat hij ook in de Formule 1 reed met de Surtees TS14A. Hailwood werd tweede op Mallory Park, maar in Hockenheim reed Derek Bell de auto naar de vierde plaats. Hailwood kreeg hierna een nieuwe auto (nummer negen), en auto nummer drie ging naar Jochen Mass, die de auto in een aantal races inzette, maar crashte op Monza, waarna van deze auto niets meer werd gehoord. Hij werd vervangen door auto nummer twaalf.
De vierde auto ging naar de Nieuw-Zeelander Graeme Lawrence, die hem in de Australische Tasman Series inzette, maar daarna de motor enkele malen verving door andere exemplaren voor verschillende raceklassen. Hij reed onder meer in de Zuidoost-Aziatische 1600 cc serie. In 1976 verkocht hij de auto door aan Rex Hart voor de Formula Pacific.
De vijfde auto ging naar Hesketh Racing voor coureur James Hunt, die in de Formule 1 een Surtees TS9 kreeg. Hunt crashte twee keer met de Surtees TS15, waarna Hesketh de auto verving door een March.
De zesde auto werd door Peter Wardle in 1973, 1974 en 1975 gebruikt in de British Formula Atlantic, hoewel eind 1974 ook Steve Carvill voor Wardle's team reed. Het is niet bekend of Wardle inmiddels beschikte over een tweede auto, maar Wardle en Carvill reden nooit tegelijk in dezelfde race. In 1976 reden ze op die manier in de Indylantic en de Shellsport G8.
Chassis nummer zeven werd aan Bob Gerard Racing verkocht en door coureur Bob Salisbury in de Formule 2 en de Formula Atlantic gereden.
Auto nummer acht kwam in 1973 nog nergens aan de start, maar in 1974 reed John Watson voor het Bang & Olufsen-fabrieksteam van Surtees. Daarna reed José Dolhem vier races met de auto, die daarna verdween om in 1975 terug te komen met de Joegoslavische coureur Francy Jerancic. In 1976 werd de auto niet gezien, maar Jerancic reed er in 1977 weer enkele races mee. 
Auto nummer negen was de auto die Mike Hailwood kreeg nadat nummer drie aan Derek Bell was gegeven. Hailwood reed de auto voor het eerst op Thruxton in april 1973, maar al snel reed Jochen Mass ermee. De auto ging gedurende het seizoen van hand tot hand, want hij werd ook gereden door Derek Bell en Willy Braillard, nog een keer door Hailwood en door José Dolhem. 
De volgende auto die verscheen was chassisnummer twaalf. Die was bestemd voor Jochen Mass en werd voor het eerst ingezet in Mantorp Park in Zweden, nadat auto nummer drie op Monza onherstelbaar was beschadigd. Deze auto werd ook gebruikt door Hailwood in Karlskoga en door Pace op de Salzburgring. Mass reed de laatste races van het seizoen, maar beschadigde de monocoque en de wielophanging in Vallelunga.

#### Onbekende auto's
Er werd in 1973 ook nog een auto gebouwd voor Andrea de Adamich, maar die werd niet gebruikt omdat de Adamich naar Brabham vertrok. Verder is ook niet bekend welke auto er verloren ging bij een brand tijdens het transport. In november werd een auto geleverd aan het Japanse Niscait Racing. De auto werd in de Japanse Formule 2000 gereden door Takashi Yorino en in mei 1974 door Matsuaki Sanada. Ook Kikuo Kaira en Kevin Taylor reden onbekende TS15's. 

### 1974
In 1974 had Surtees geen fabrieksteam in de Formule 2. John Watson begon het seizoen met een van de TS15's, maar stapte over op een TS15A en verkocht de TS15 door aan José Dolhem. Die auto werd aanvankelijk beschreven als "Ex-Jochen Mass", wat duidde op chassis nummer 12. Voor de race in Rouen werden aanvankelijk twee TS15's ter beschikking gesteld aan de Belgen Pierre Dieudonné en Bernard de Dryver op verzoek van sponsor Bang & Olufsen, maar John Surtees gaf hen geen toestemming om te starten omdat ze te weinig ervaring hadden. In hun plaats ging een van de auto's naar John Watson, de tweede werd als T-car gebruikt. Zes weken later stopte Bang & Olufsen met de sponsoring van Surtees. Het Surtees-team liep daarna ook tamelijk leeg toen Carlos Pace naar Brabham vertrok en Jochen Mass naar McLaren. Ook Derek Bell vertrok, waardoor alleen José Dolhem overbleef voor de Surtees Formule 1-races in Noord-Amerika. Dolhem reed de TS15 nummer twaalf in Mugello. Watson trainde met de auto in Enna, maar in de race gebruikte Dolhem hem. Vanaf september zette Kojima Engineering de auto in in drie Japanse races met Masahiro Hasemi en Kazuyoshi Hoshino. Jiro Yoneyama reed van september 1974 tot in 1977 een TS15 voor Jirou Motor Racing en het Hickok Racing Team. 

### 1975
Kunimitsu Takahashi reed een TS15 in mei 1975 voor het Sakai Racing Team op Fuji, waar de auto werd beschreven met een BMW-motor (dan zou het een TS15A zijn geweest), maar later in Suzuka werd gemeld dat de auto een Hart-motor had. Toen was de inschrijver Racing Shop Yatsuka. Dat team zette van 1975 tot 1977 ook een TS15 in met Tetsu Okada. 

### 1976
In 1976 kocht John Burke, de broer van John Surtees' vrouw Patricia, een TS15 die werd ingezet door Jim Ravenscroft die er in 1976 en 1977 zes races mee reed. 

## Surtees TS15A

### 1974
De Surtees TS15A werd speciaal ontwikkeld voor Ron Dennis, die later bekend werd van zijn werk voor McLaren. Dennis had in 1973 samen met Neil Trundle het Motul-Rondel F2 team opgezet, maar dat project mislukte. Dennis besloot daarop een eigen team op te richten, met twee Zuid-Amerikaanse coureurs Guillermo Ortega (chassis nummer 1) en Fausto Merello (chassis nummer 2). Ortega zorgde door persoonlijke contacten voor sponsoring van Marlboro-Equador. Merello moest zich terugtrekken nadat hij zich vier keer op rij niet had gekwalificeerd. Het team kreeg de naam "Ortega Ecuador Marlboro Team". Dennis wilde echter motoren van BMW en dat leidde tot de ontwikkeling van de Surtees TS15A. Niet alleen de motor was anders. De cockpit was hoger en meer afgerond en de achtervering werd overgenomen van de Surtees TS16-Formule 1-auto. Voor de derde auto huurde Dennis de Australiër Tim Schenken in, die voor Trojan in de Formule 1 reed. Aanvankelijk zou Rolf Stommelen het zitje in de TS15A geaccepteerd hebben en hij trainde ermee in Hockenheim, maar hij zag ervan af toen hij zag hoe snel de March 742 was. Uiteindelijk nam Reine Wisell de plaats van Merello in. Hij startte ermee in Karlskoga, maar crashte en schreef de auto af. De twee resterende auto's werden in januari 1975 door Ron Dennis verkocht.

### 1975
Chassis nummer 1 werd in januari 1975 verkocht aan de Oostenrijker Gerd Biechteler, die er Formule 2-races in Duitsland en Oostenrijk mee reed. Chassis nummer 3 ging naar Yves Courage, die er heuvelklimwedstrijden mee ging rijden. 

### 1976
Toen Courage in 1976 een Lola kocht ging chassis numer 3 naar de Fransman "Pat Shadock" (Patrick Guérin). Hij reed auto in maart, april en mei maar daarna pas weer in augustus omdat hij hem tussendoor weer had uitgeleend aan Courage.

## Surtees TS15X (Surtees TS15EXP)

### 1974
In 1974 bouwde Surtees een experimentele auto op basis van de TS15A voor John Watson. Bij deze TS15EXP of TS15X zat de radiateur op de achterkant van de auto, waardoor de neus lager kon blijven. De motor kwam van BMW. Het werd geen succes. Chris Witty, die teammanager zou worden, verliet Surtees in April en Watson, die het seizoen sterk was begonnen met een gewone TS15 met een Hart-Ford Cosworth BDA-motor, had moeite met de TS15X. Hij reed de auto in Hockenheim. In Zweden was Watson al overgestapt naar Brabham en de auto werd gereden door Derek Bell, die de auto niet slecht vond, maar adviseerde om de BMW-motor te vervangen door een Hart-motor. Dat kwam er niet meer van; in augustus werd het Surtees-fabrieksteam, dat eigenlijk nooit van de grond was gekomen in 1974, beëindigd. 
De Surtees TS15/TS15A-auto's werden tot in 1979 nog hier en daar ingezet in F2-races en heuvelklimwedstrijden, maar Surtees zelf had de F2-klasse feitelijk in 1974 al los gelaten, zeker na het mislukken van de TS15X. Het concentreerde zich tot het einde in 1978 volledig op de Formule 1. 